# برگشت (مجموعه تلویزیونی کره جنوبی)
برگشت (کره‌ای: 리셋؛ انگلیسی: Reset) یک مجموعه تلویزیونی کره جنوبی سال ۲۰۱۴ با بازی چون جونگ میونگ و کیم سو-هیون است. این مجموعه از ۲۴ اوت تا ۲۶ اکتبر ۲۰۱۴، یکشنبه‌ها ساعت ۲۳:۰۰ (کی‌اس‌تی) از اوسی‌ان برای ۱۰ قسمت پخش شد.